# Eirene elliceana
Eirene elliceana is een hydroïdpoliep uit de familie Eirenidae. De poliep komt uit het geslacht Eirene. Eirene elliceana werd in 1902 voor het eerst wetenschappelijk beschreven door Agassiz & Mayer. 